# Alois Wacha
Alois Wacha (Viena, 10 de junho de 1888 — data de morte desconhecida) foi um ciclista austríaco. Competiu em duas provas de ciclismo de estrada nos Jogos Olímpicos de Verão de 1912, disputadas na cidade de Estocolmo.